# سوگندها
سوگندها نام یک کتاب ادبی است که توسط ژاک بنینی بوسوئه، نویسندهٔ اهل فرانسه نوشته شده‌است.